# Getto w Skarżysku-Kamiennej

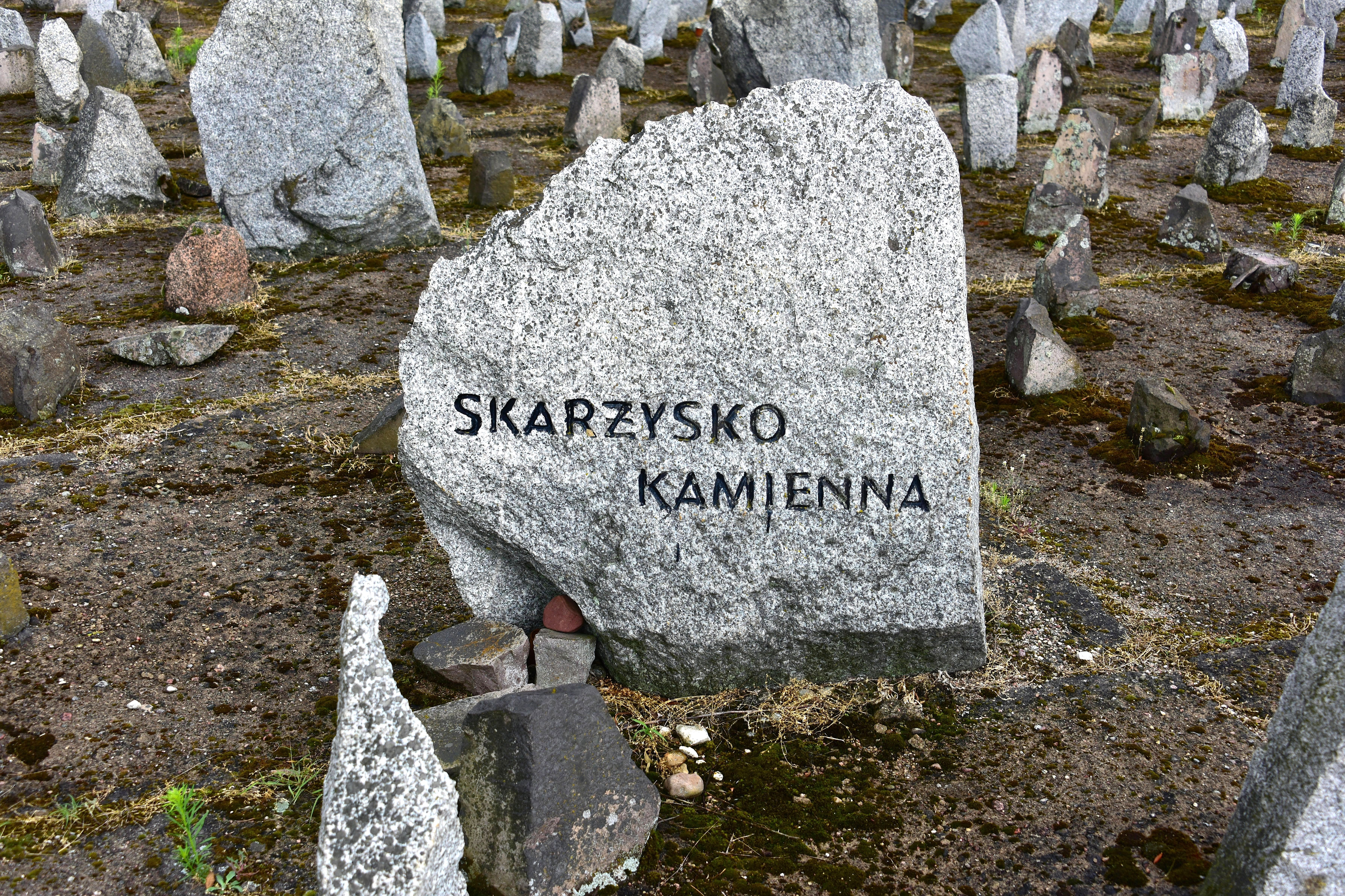
Pomnik Ofiar Obozu Zagłady w Treblince. Kamień upamiętniający Żydów ze Skarżyska-Kamiennej

Getto w Skarżysku-Kamiennej – getto dla ludności żydowskiej utworzone w pozostającym pod okupacją niemiecką Skarżysku-Kamiennej. 

## Opis
Powstało na mocy obowiązującego od 20 maja 1941 roku zarządzenia starosty grodzkiego Lenka. Obejmowało ulice: 3 Maja, Limanowskiego, Podjazdową, Fabryczną i Wspólną. Przebywali w nim Żydzi ze Skarżyska-Kamiennej i m.in. Płocka, którzy wykonywali prace porządkowe na obszarze miasta. Teren getta opuścić można było tylko po uzyskaniu zgody niemieckiego komisarza. Za nielegalnie wyjście z dzielnicy groziła najpierw grzywna, a później kara śmierci. Na początku 1942 Niemcy zamordowali z tego względu 15 osób. 
Getto zostało zlikwidowane w październiku 1942. Pozostających w nim ok. 3 tys. Żydów podzielono na trzy grupy – część została rozstrzelana na miejscu, 500 osób przetransportowano do mieszczącego się w mieście obozu pracy przymusowej przy fabryce HASAG, a pozostałą większość wywieziono do obozu zagłady w Treblince i tam zamordowano.

## Upamiętnienie
- Żydzi ze Skarżyska-Kamiennej zostali upamiętnieni jednym z kamieni z nazwą miasta, stanowiącym element pomnika Ofiar Obozu Zagłady w Treblince[3].